# Дикшит, Мадхури
Мадхури Дикшит Нене (англ. Madhuri Dixit Nene, род. 15 мая 1967, Бомбей) — индийская актриса

, снимающаяся в фильмах на хинди.
Её карьера началась не очень удачно, но через несколько лет Мадхури попала в плеяду самых известных индийских актрис и была внесена в книгу рекордов Гиннесса в 2001 году, как самая высокооплачиваемая среди них. Художник М. Ф. Хусейн называл её своей музой. Обладательница наибольшего числа номинаций на премию Filmfare в категории «Лучшая женская роль» (13), в которых четыре раза одержала победу. В 2008 году была награждена Падма Шри четвёртой высшей гражданской наградой Индии за вклад в киноискусство.

## Биография
Мадхури Дикшит родилась 15 мая 1967 года в Бомбее в семье индийцев высшей касты, говорящих на языке маратхи. Её мать зовут Снехлата, а отца — Шанкар, кроме того, у Мадхури есть две сестры: Рупа и Бхарати, и брат Аджит.
В детстве Мадхури не мечтала о карьере актрисы или танцовщицы, что не помешало ей научиться танцевать катхак. Девочка примерно ходила в школу, а по окончании поступила в бомбейский колледж Парле на курс микробиологии. И только получив диплом бакалавра, Мадхури наконец задумалась о карьере актрисы.
Мадхури — одна из немногих болливудских актрис 1980-х годов, которая получила полное школьное образование и к тому же имеет степень бакалавра по микробиологии.

## Карьера
В 1986 году она приняла предложение студии Rajshri Productions сняться в фильме Abodh. Картина провалилась, Мадхури осталась незамеченной и была вынуждена сниматься в крошечных ролях и танцевальных номерах.
Одну из таких ролей ей дал режиссёр Субхаш Гхаи в фильме «Карма» (1986). Кроме того, он поместил рекламу Мадхури в ряде журналов, заявив, что Бони Капур, Яш Чопра и ещё полдюжины ведущих кинопроизводителей подписали с ней контракт, чего не было и в помине. Мадхури снялась в ещё одном фильме этого режиссёра «Рам и Лакхан» (1988), который обещал стать её первым хитом. Но актриса сумела покорить публику чуть раньше, сыграв в фильме «Жгучая страсть» Н. Чандры.
«Жгучая страсть», а не «Рам и Лакхан» круто повернул карьеру актрисы. И теперь акулы Болливуда действительно обратили внимание на талантливую девушку. 1990-е годы стали самым счастливым периодом в карьере Мадхури. В 1990 году вышел фильм «Сердце», принесший ей первую Filmfare Award за лучшую женскую роль. Дуэт с режиссёром Индрой Кумаром стал для неё счастливым — их совместные фильмы «Сын» (1991), принесший вторую Filmfare Awards, и «Принц Раджа» (1995) стали хитами. После «Раджи», фильма далеко не идеального и спасённого лишь Мадхури, она получила прозвище «Женщина Амитабх Баччан». А в 1994 году вышел фильм «Кто я для тебя?», долгое время остававшийся самым большим блокбастером индийского кино. Он принёс ей ещё одну Filmfare Award.
В 1996 году успех Мадхури пошёл на убыль. Фильмы «Любовь всерьёз», «Принц», «Книга любви», «Бывшие друзья» — один за другим провалились в прокате, хотя актриса традиционно получала похвалы критиков за свою игру. После провала «Любви без слов» режиссёр Ракеш Рошан заявил, что Мадхури больше не может играть юных героинь и довольно долго делал негативные комментарии в сторону актрисы.
В 1997 году вышли сразу два фильма, вернувшие Мадхури прежнюю славу. Mrityudand Пракаша Джха, может быть, и не стал суперхитом, но наглядно показал актёрский талант актрисы. Картина относится к категории артхаус и изначально не делалось ставок на её коммерческий успех. Далее вышел фильм «Сумасшедшее сердце» Яша Чопры. Он стал самым кассовым в 1997 году, а Мадхури вновь получила Filmfare Award. И именно на вручении премии актриса, которую хотели уже «списать», получив статуэтку, заявила, что посвящает её всем своим критикам.
Фильмы, вышедшие в 1998—1999 годах — «Существование», «Тайна женщины», «Призыв», Engineer — были на ура встречены публикой и окончательно укрепили звёздный статус Мадхури. Одним из предложений, которое она приняла в то время, было приглашение режиссёра Санджая Лилы Бхансали исполнить роль куртизанки Чандрамукхи в фильме «Девдас». Фильм удостоился внеконкурсного показа в Каннах.
В 2007 году актриса приняла предложение Адитьи Чопры, продюсера студии Yash Raj Films, сняться в танцевальной драме «Давайте танцевать». Фильм не оправдал ожиданий в кассе, но все кинокритики заявили в один голос, после перерыва в кино длиною в 5 лет Дикшит не потеряла свой шарм и талант.
В 2010 году Мадхури пригласили на телевидение в качестве члена жюри в четвёртом сезоне танцевального шоу Jhalak Dikhhla Jaa. И именно с приходом легендарной актрисы оно получило невероятный успех и самые высокие рейтинги на индийском телевидении, обойдя передачи Шахрух Хана и Амитабха Баччана. Мадхури является неизменным членом жюри уже на протяжении 4 лет.
В феврале 2013 года Мадхури совместно с мужем Шрирамом Нене открыли свой продюсерский дом RnM Moving Pictures, первым проектом которого стала танцевальная онлайн академия «Dance with Madhuri».
В 2014 году Мадхури выпустила сразу два фильма с её участием Gulaab Gang (неоф. «Розовое братство») режиссёра Соумика Сена и Dedh Ishqiya (неоф. «Семь этапов любви») режиссёра Абхишека Чоубея под продюсерством Вишала Бхардваджа. Тогда как Gulaab Gang не собрал достаточной кассы и провалился в прокате, Dedh Ishiqya получил восторженные отзывы кинокритиков как о игре Дикшит, так и о фильме в целом. Смелость актрисы в исполнении неоднозначной роли с гомосексуальным подтекстом была оправдана. Главные критики индустрии оценили желание Мадхури делать хорошее кино и исполнять смелые роли, ведь она выбрала молодых режиссёров и малобюджетные картины для своего возвращения в мир кино.
Через четыре года после перерыва в съёмках Мадхури дебютировала в фильме на родном языке маратхи Bucket List, который заработал коммерческий успех и положительную оценку критиков. Это её вторая попытка в региональном кинематографе, предыдущая — фильм на тамильском Engineer, был снят на лишь 80 % и не закончен из-за финансовых проблем.
В 2019 году вышли два её фильма Total Dhaamal и Kalank, в последнем из которых она заменила скончавшуюся Шридеви, сыграв куртизанку и наставницу героини Алии Бхатт. Kalank получил негативную оценку и провалился в прокате, а в то время как Total Dhaamal имел коммерческий успех.

## Личная жизнь
В июне 1999 года Мадхури познакомилась с Шрирамом Нене, кардиохирургом, индусом из Махараштры, который почти всю свою жизнь провёл в США. Через несколько месяцев, 17 октября, втайне от журналистов, Мадхури и Шрирам поженились в Лагуна-Бич. Суперзвезда индийского кино превратилась в госпожу Нене и поселилась в американском городе Денвер.
В марте 2003 года у актрисы родился первенец — Арин. Мадхури заявила прессе, что самым главным для неё теперь стал её ребёнок, и начала вести жизнь обычной домохозяйки. В марте 2005 года родила второго сына — Рьяна.
В октябре 2011 года вместе с семьёй вновь переехала жить в Индию.

## Фильмография
| Год  |   | Русское название              | Оригинальное название           | Роль                       |
| ---- | - | ----------------------------- | ------------------------------- | -------------------------- |
| 1984 | ф | Глупышка                      | Abodh                           | Гаури                      |
| 1985 | ф |                               | Awara Baap                      | Баркха                     |
| 1986 | ф | Свати                         | Swati                           | Ананди                     |
| 1987 | ф | Ловушка                       | Hifazat                         | Джанки                     |
| 1987 | ф | Север и юг                    | Uttar Dakshin                   | Чандра                     |
| 1998 | ф | Неминуемая расплата           | Khatron Ke Khiladi              |                            |
| 1988 | ф | Добродушный                   | Dayavan                         |                            |
| 1988 | ф | Жгучая страсть                | Tezaab                          | Мохини                     |
| 1989 | ф | Полицейская форма             | Vardi                           |                            |
| 1989 | ф | Квартал                       | Ilaaka                          |                            |
| 1989 | ф | Клятва любви                  | Prem Pratigyaa                  |                            |
| 1989 | ф | Трое разгневанных мужчин      | Tridev                          | Divya Mathur               |
| 1989 | ф | Месть именем закона           | Kanoon Apna Apna                |                            |
| 1989 | ф | Птицы                         | Parinda                         | Паро                       |
| 1989 | ф | Приговорённый                 | Mujrim                          | Сония                      |
| 1989 | ф | Рам и Лакхан                  | Ram Lakhan                      | Радха Шастри               |
| 1990 | ф | Великая битва                 | Maha-Sangram                    |                            |
| 1990 | ф | Сердце                        | Dil                             |                            |
| 1990 | ф | Потрясение                    | Jeevan Ek Sanghursh             |                            |
| 1990 | ф | Наводнение                    | Sailaab                         |                            |
| 1990 | ф | Любимый зять                  | Jamai Raja                      |                            |
| 1990 | ф | Инспектор полиции             | Thanedaar                       |                            |
| 1990 | ф | Бог любви                     | Pyar Ka Devta                   |                            |
| 1990 | ф | Кишан и Канхайя               | Kishen Kanhaiya                 |                            |
| 1990 | ф | Нет такого влюбленного, как я | Deewana Mujh Sa Nahin           |                            |
| 1990 | ф | Уважаемый                     | Izzatdaar                       |                            |
| 1991 | ф | Вопреки всему                 | Khilaaf                         |                            |
| 1991 | ф | Обвинение                     | Pratikar                        |                            |
| 1991 | ф | Мой любимый                   | Saajan                          |                            |
| 1991 | ф | 100 дней                      | 100 Days                        | Дэви                       |
| 1991 | ф | Судьба солдата                | Prahaar: The Final Attack       |                            |
| 1992 | ф | Жизнь — азартная игра         | Zindagi Ek Juaa                 |                            |
| 1992 | ф | Безумно влюбленные            | Prem Deewane                    |                            |
| 1992 | ф | Дхарави                       | Dharavi                         |                            |
| 1992 | ф | Игра                          | Khel                            | Seema / Jhari Bhuti        |
| 1992 | ф | Любовь и музыка               | Sangeet                         | Sangeeta / Nirmala         |
| 1992 | ф | Сын                           | Beta                            | Сарашвати                  |
| 1993 | ф | Влюбленное сердце             | Dil Tera Aashiq                 | Savitri Devi, Sonia Khanna |
| 1993 | ф | Злодей                        | Khal Nayak                      | Gangotri Devi              |
| 1993 | ф | Сахибан                       | Sahibaan                        | Сахибан                    |
| 1993 | ф | Слезы, превратившиеся в искры | Aasoo Bane Angaarey             | Уша / Мадху                |
| 1993 | ф | Цветок                        | Phool                           | Гудди                      |
| 1994 | ф | Каприз                        | Anjaam                          | Шивани Чопра               |
| 1994 | ф | Кто я для тебя?               | Hum Aapke Hain Koun…!           | Ниша Чоудхари              |
| 1995 | ф | Любовь всерьез                | Yaraana                         |                            |
| 1995 | ф | Принц Раджа                   | Raja                            |                            |
| 1995 | ф | Святой грешник                | Paappi Devataa                  |                            |
| 1996 | ф | Принц (Любовь и ненависть)    | Rajkumar                        |                            |
| 1996 | ф | Книга любви                   | PremGranth                      |                            |
| 1997 | ф | Любовь без слов               | Koyla                           |                            |
| 1997 | ф | Бывшие друзья                 | Mahaanta: The Film              |                            |
| 1997 | ф | Сумасшедшее сердце            | Dil To Pagal Hai                | Пуджа                      |
| 1997 | ф | Смертный приговор             | The Death Sentence: Mrityu Dand |                            |
| 1997 | ф | Причуды любви                 | Mohabbat                        |                            |
| 1998 | ф | В поисках счастья             | Gharwali Baharwali              |                            |
| 1998 | ф | Существование                 | Wajood                          |                            |
| 1999 | ф | Желание                       | Aarzoo                          |                            |
| 2000 | ф | Тайна женщины                 | Gaja Gamini                     |                            |
| 2000 | ф | ПризывPukar                   | Анджали                         |                            |
| 2001 | ф | Беглянка                      | Lajja                           | Джанаки                    |
| 2002 | ф | Виражи судьбы                 | Yeh Raaste Hain Pyaar Ke        | Неха                       |
| 2002 | ф | Я принадлежу тебе             | Hum Tumhare Hain Sanam          | Радха                      |
| 2002 | ф | Девдас                        | Devdas                          | Чандрамукхи                |
| 2007 | ф | Давайте танцевать!            | Aaja Nachle                     | Дия                        |
| 2013 | ф | Эта сумасшедшая молодежь      | Yeh Jawaani Hai Deewani         | камео в песне «Ghangra»    |
| 2014 | ф | Семь этапов любви             | Dedh Ishqiya                    |                            |
| 2014 | ф | Розовое братство              | Gulaab Gang                     |                            |
| 2018 | ф |                               | Bucket List (мар.)              | Мадхура Сане               |
| 2018 | ф |                               | Total Dhamaal                   | Бинду                      |
| 2019 | ф | Порок                         | Kalank                          | Бахар Бегум                |

## Награды
Filmfare Awards
- 1990: Filmfare Award за лучшую женскую роль — «Сердце».
- 1992: Filmfare Award за лучшую женскую роль — «Сын»
- 1994: Filmfare Award за лучшую женскую роль — «Кто я для тебя?»
- 1997: Filmfare Award за лучшую женскую роль — «Сумасшедшее сердце»
- 2002: Filmfare Award за лучшую женскую роль второго плана — «Девдас»

Star Screen Awards
- 1994: Star Screen Award за лучшую женскую роль — «Кто я для тебя?'»
- 1995: Star Screen Award за лучшую женскую роль — «Принц Раджа»
- 1997: Star Screen Award за лучшую женскую роль — Mrityudand
- 2002: Star Screen Award за лучшую женскую роль — «Девдас»

Zee Cine Awards
- 1998: Zee Cine Award за лучшую женскую роль — «Сумасшедшее сердце»
- 2002: Zee Cine Award за лучшую женскую роль второго плана — «Беглянка»